# Embaixada do Peru em Brasília
A Embaixada do Peru em Brasília é a principal representação diplomática peruana no Brasil.
Está localizada na quadra SES 811, Lote 43, no Setor de Embaixadas Sul, na Asa Sul. O atual embaixador é Jorge Porfirio Bayona Medina.

## História
Assim como outros países, o Peru recebeu de graça um terreno no Setor de Embaixadas Sul na época da construção de Brasília, medida que visava a instalação mais rápida das representações estrangeiras na nova capital.
O complexo da embaixada, como a maioria das embaixadas americanas, é de arquitetura brutalista. Tem uma volumetria curiosa, baseada na estrutura formada por pilastras e lâminas inclinadas de concreto armado. Seu projeto foi feito pelos arquitetos Jacques Crousse e Jorge Paez e as obras aconteceram entre 1973 e 1974.

## Serviços

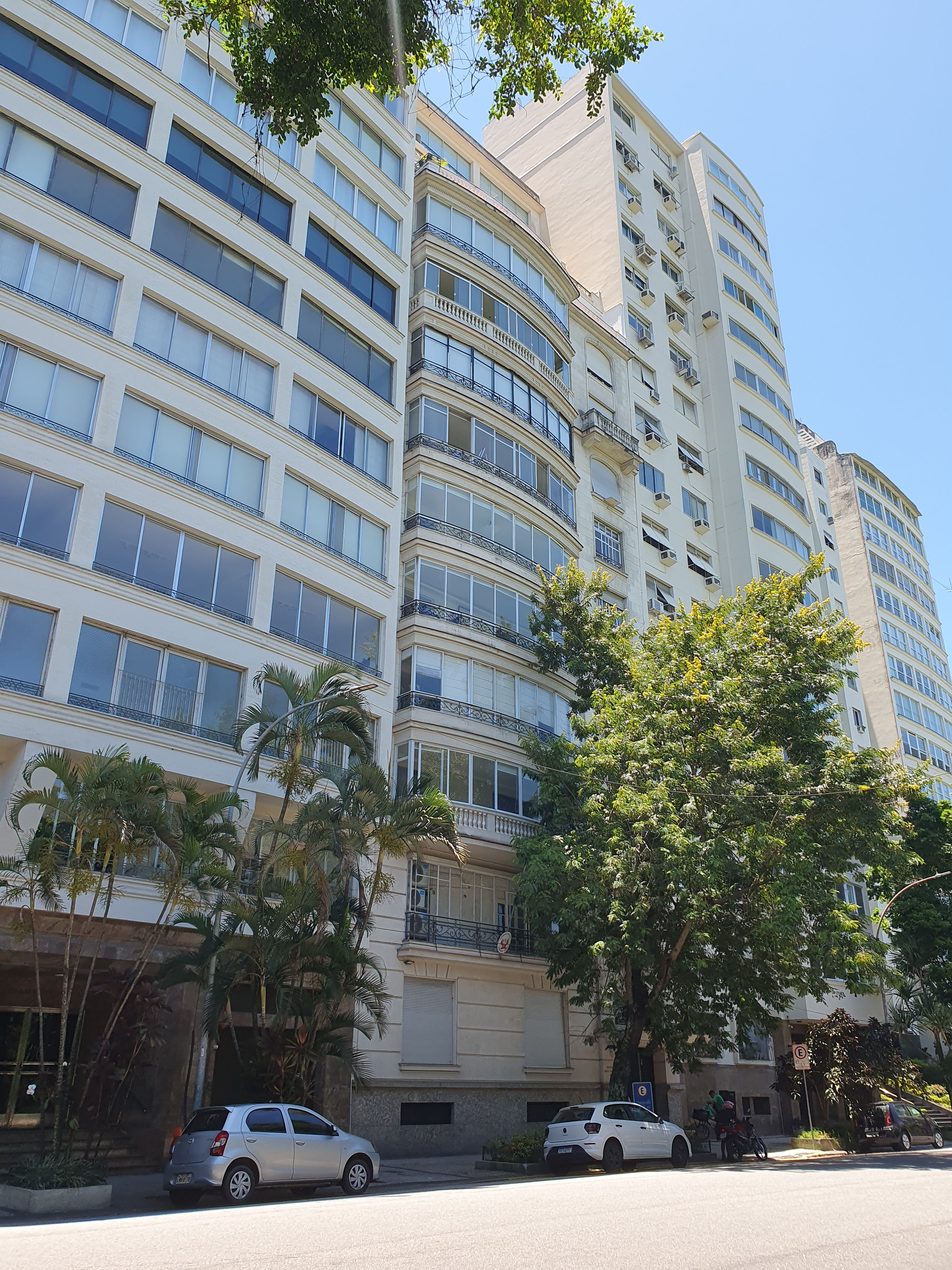
Consulado-Geral do Peru no Rio de Janeiro

A embaixada realiza os serviços protocolares das representações estrangeiras, como o auxílio aos peruanos que moram no Brasil e aos visitantes vindos do Peru e também para os brasileiros que desejam visitar ou se mudar para o país vizinho. O Brasil tem a sua segunda maior fronteira terrestre com o Peru, com quase três mil quilômetros, e cerca de 3500 brasileiros vivem no Peru, que também se tornou um expressivo destino turístico para os brasileiros. Outras ações que passam pela embaixada são as relações diplomáticas com o governo brasileiro nas áreas política, econômica, cultural e científica. O comercio entre os países chega a 3,97 bilhões de dólares em 2018, e a diplomacia também trata das questões fronteiriças, como o combate ao narcotráfico. O Brasil mantém seu mais extenso programa de cooperação técnica com um país sul-americano com o Peru. A embaixada ainda realiza atividades culturais para divulgar o Peru.
Além da embaixada, o Peru conta com mais quatro consulados gerais no Rio de Janeiro, em São Paulo, em Manaus e em Rio Branco, além de mais cinco consulados honorários, em Porto Alegre, em Curitiba, em Fortaleza, em Belo Horizonte e em Salvador.